# Сент Мериз (Колорадо)
Сент Мериз (енгл. St. Marys) насељено је место без административног статуса у америчкој савезној држави Колорадо.

## Демографија
По попису из 2010. године број становника је 283, што је 32 (12,7%) становника више него 2000. године.
| Група             | 2000.       | 2010.       |
| Белци             | 222 (88,4%) | 266 (94,0%) |
| Афроамериканци    | 2 (0,8%)    | 1 (0,4%)    |
| Азијати           | 1 (0,4%)    | 1 (0,4%)    |
| Хиспаноамериканци | 26 (10,4%)  | 12 (4,2%)   |
| Укупно            | 251         | 283         |